# 모리타니의 역사
프랑스의 오랜 식민 지배를 받던 모리타니는 1959년에 자치를 얻고, 1년이 지난 1960년 11월 28일에 프랑스로부터 독립하였다.
1979년에서 1991년까지는 서사하라 문제로 모로코와 갈등을 겪었으며 한때는 전쟁까지 치렀다. 1991년, 모리타니는 패배를 인정함으로써 서사하라에 대한 영유권을 포기하였다.
1. 프랑스령 모리타니

## 같이 보기
- 아프리카의 역사